# Takashi Kobayashi
Takashi Kobayashi (n. 17 mai 1963, Ushiku, Prefectura Ibaraki, Japonia) este un luptător ce a reprezentat Japonia, medaliat olimpic. A participat la o ediție a Jocurilor Olimpice (1988) în care a câștigat o medalie de aur.

## Participări
Lista de mai jos prezintă principalele competiții la care a participat Takashi Kobayashi de-a lungul carierei.
- wrestling at the 1988 Summer Olympics – men's freestyle 48 kg[*]